# Водопады ручья Руфабго
Водопады ручья Большой Руфабго — каскад водопадов в Майкопском районе Адыгеи, в 2 км от поселка Каменномостский, выше по течению реки Белая.

## Экскурсионный маршрут
Вдоль ручья до пятого снизу водопада «Девичья коса» оборудован экскурсионный маршрут. К его началу, расположенному в устье ручья Большой Руфабго, ведёт пешеходный мост, перед которым вдоль трассы на берегу Белой расположилась автомобильная стоянка. Проход по мосту платный. Желающие осмотреть водопады бесплатно, могут пройти пешком от поселка Каменномостский по левому берегу реки Белой. В таком случае им представятся и другие достопримечательности района: Турецкий базар, Старинные черкесские сады и пещера Сквозная. Маркированная тропа по довольно крутому спуску выводит в начало экскурсионного маршрута.
О первом водопаде «Три братца» обычно не знают и проходят мимо. Водопад расположен на краю ущелья, с него ручей Руфабго срывается вниз в Белую. «Три братца» можно увидеть ещё с моста.
Второй водопад «Шум» слышен издали. Обрываясь с высоты более 6 метров, он образует чашу с водой, место отдыха для туристов. Спуск к водопаду оборудован металлической лестницей с поручнями.
Далее в рамках экскурсионного оборудованного маршрута осмотру подлежат водопады «Каскадный», «Сердце Руфабго» и «Девичья коса».
Всего ручей образовал в ущелье 16 водопадов и множество порогов различной высоты, но продолжить маршрут по не оборудованной тропе решаются не все. Выше «Девичьей косы» расположились водопады «Камнепад», «Девичьи косы», «Чаша любви» и «Лелькин».
Самый высокий из перечисленных водопадов «Девичья коса» падает узкой струёй с высоты около 15 м. Водобойный котёл под ним имеет ширину до 10 метров, глубину у подножия — до 2 метров. В этой чаше вода волнуется и медленно крутится, затем достигает края нижележащего уступа и по рёбрам тонких пластов известняка каскадом устремляется вниз.
Водопады «Сухой» и «Грандиозный» достигают высоты 20 и 15 метров, соответственно. Для прохождения маршрута и преодоления водопадов достаточно минимального альпинистского снаряжения.
| №  | Название                 | Координаты            | Высота над уровнем моря |
| -- | ------------------------ | --------------------- | ----------------------- |
| 1  | Водопад «Грандиозный»    | N44 13.844 E40 05.872 | 829 м                   |
| 2  | Водопад «Сухой»          | Нет данных            | Нет данных              |
| 3  | Водопад «Глубокий»       | Нет данных            | Нет данных              |
| 4  | Водопад «Детский»        | N44 14.955 E40 08.998 | 621 м                   |
| 5  | Водопад «Горбатый»       | N44 15.228 E40 09.305 | 626 м                   |
| 6  | Водопад «Далёкий»        | N44 15.382 E40 09.483 | 614 м                   |
| 7  | Водопад «Скромный»       | N44 15.505 E40 09.590 | 582 м                   |
| 8  | Водопад «Лелькин»        | N44 15.520 E40 09.676 | 570 м                   |
| 9  | Водопад «Чаша любви»     | N44 15.548 E40 09.741 | 560 м                   |
| 10 | Водопад «Девичьи косы»   | N44 15.548 E40 09.780 | 550 м                   |
| 11 | Водопад «Камнепад»       | N44 15.700 E40 10.000 | 529 м                   |
| 12 | Водопад «Девичья коса»   | N44 15.794 E40 10.357 | 501 м                   |
| 13 | Водопад «Сердце Руфабго» | N44 15.862 E40 10.418 | 486 м                   |
| 14 | Водопад «Каскадный»      | N44 15.897 E40 10.513 | 481 м                   |
| 15 | Водопад «Шум»            | N44 16.141 E40 11.067 | 437 м                   |
| 16 | Водопад «Три Братца»     | N44 16.144 E40 11.288 | 425 м                   |

## Галерея
- Пешеходный мост через реку Белую
- Мост через ручей Руфабго
- Водопад Грандиозный
- Водопад Сухой
- Девичьи косы
- Водопад Чаша любви
- Водопад Сердце Руфабго
- Водопад Девичья коса
- Водопад Камнепад
- Водопад Далёкий
- Водопад Шум
- Водопад Шум